# Elaeocarpus pycnanthus
Elaeocarpus pycnanthus är en tvåhjärtbladig växtart som beskrevs av Albert Charles Smith. Elaeocarpus pycnanthus ingår i släktet Elaeocarpus och familjen Elaeocarpaceae. Inga underarter finns listade i Catalogue of Life.